# Turrancilla
Turrancilla is een geslacht van weekdieren uit de klasse van de Gastropoda (slakken).

## Soorten
- Turrancilla akontistes (Kilburn, 1980)
- Turrancilla apicalis (Ninomiya, 1988)
- Turrancilla glans (E. A. Smith, 1899)
- Turrancilla monachalis (Ninomiya, 1988)
- Turrancilla williamsoni Petuch, 1987